# La mandragora (film 1952)
La mandragora (Alraune) è un film horror fantascientifico del 1952, diretto dal regista Arthur Maria Rabenalt.

## Trama
Il giovane studente di medicina Frank Braun si innamora di Alraune, quella che crede essere la figlia di suo zio, il professor Jakob ten Brinken. Quando suo zio viene a conoscenza della relazione, rivela a suo nipote che Alraune non è una persona fisica, ma il prodotto di un esperimento scientifico in cui è stata incrociata la composizione genetica di un doppio assassino e di una prostituta. Inorridito da questa rivelazione, Frank lascia la sua amante senza parlarle di nuovo. Si fidanza con un'altra donna e poi si reca a Parigi per terminare gli studi. Alraune porta ricchezza e successo al suo produttore, il professor ten Brinken. Su un campo apparentemente inutile, che il professore acquista su consiglio di Alraune, ribolle una preziosa sorgente minerale, che gli permette di aprire una spa.
Alraune, ferita e resa instabile dal rifiuto di Frank, reagisce aggressivamente e inizia a sfruttare il suo carisma sugli uomini per metterli l'uno contro l'altro, causando la morte di tre dei suoi ammiratori. Una fastidiosa governante viene licenziata perché Alraune la accusa di aver rubato una preziosa collana che aveva un precedenza nascosto con la governante. La fidanzata di Frank commette un tentativo di suicidio perché Alraune intercetta le lettere di Frank facendole credere che il ragazzo sia interessato solo a lei, Alraune.
Quando Frank, ignaro di tutto questo, vuole infine sposare Alraune, la sua magia viene spezzata dall'amore che prova per Frank. La sorgente minerale si prosciuga. Quando Alraune viene a sapere il segreto delle sue vere origini dal professor ten Brinken, che spera di non perderla, è già troppo tardi. Il professor ten Brinken spara ad Alraune per impedire il matrimonio e viene quindi condannato a morte.

## Produzione
Le riprese si svolsero nel giugno 1952 nello studio della Bavaria-Film di Geiselgasteig con scatti esterni di Monaco e dintorni. La società di produzione era la Deutsche Styria-Film GmbH, Monaco di Baviera, in collaborazione con Carlton Film GmbH, Monaco di Baviera. Robert Herlth fu il responsabile degli edifici, mentre la gestione della produzione era nelle mani di Otto Lehmann. Il film venne distribuito per la prima volta da Gloria-Filmverleih GmbH, Monaco di Baviera. La prima del film ebbe luogo il 23 ottobre 1952 all'Europa-Filmpalast di Düsseldorf. Il titolo provvisorio del film era Amato tra Lussuria e Avidità.

## Critica
Il Lessico del Cinema Internazionale giudicò che, sebbene il film non raggiungesse "il fascino" dei precedenti adattamenti cinematografici del 1919 e del 1927 del romanzo sottostante, era "comunque piuttosto impressionante nel suo cupo effetto visivo".
Kino.de dice: "Il quinto adattamento del romanzo erotico-fantastico di Hanns Heinz Ewer, scritto nel 1952 sotto la direzione di Arthur Maria Rabenalt. Questo adattamento cinematografico anche molto oscuro non si avvicina mai alla qualità delle due versioni di film muti di Michael Curtiz (1918) e Henrik Galeen (1928), ma con Erich von Stroheim come medico e Hildegard Knef come seducente eroina del titolo, ha almeno un eccellente duo di attori principali. Il "povero" Frank è il convincente Karlheinz Böhm, che non è ancora danneggiato da "Sissi".

## Anteprime mondiali
- Germania: 23 ottobre 1952
- USA: febbraio 1957